# Eirik Greibrokk Dolve
Eirik Greibrokk Dolve (Bergen, 5 maggio 1995) è un astista norvegese.

## Palmarès
| Anno | Manifestazione    | Sede      | Evento           | Risultato | Prestazione | Note |
| ---- | ----------------- | --------- | ---------------- | --------- | ----------- | ---- |
| 2013 | Europei juniores  | Rieti     | Salto con l'asta | Oro       | 5,30 m      |      |
| 2014 | Mondiali juniores | Eugene    | Salto con l'asta | 9º        | 5,30 m      |      |
| 2015 | Europei indoor    | Praga     | Salto con l'asta | 17º (q)   | 5,25 m      |      |
| 2015 | Europei under 23  | Tallinn   | Salto con l'asta | 4º        | 5,40 m      |      |
| 2016 | Europei           | Amsterdam | Salto con l'asta | 24º (q)   | 5,15 m      |      |
| 2017 | Europei under 23  | Bydgoszcz | Salto con l'asta | 11º       | 5,20 m      |      |
| 2018 | Europei           | Berlino   | Salto con l'asta | 17º (q)   | 5,36 m      |      |